# 8. szimfónia (Mahler)
Gustav Mahler osztrák  zeneszerző 8., Esz-dúr szimfóniáját (Ezrek szimfóniája) 1910-ben mutatták be, rajongói szerint minden idők egyik legnagyobb zenei alkotása[forrás?]. Egyesek[forrás?] műfaját nagy számú énekese miatt kantátának minősítik. A zeneszerző ezt írta a műről: „Amit idáig komponáltam, csak prelúdiumok ehhez. A többi szimfónia telve van egyéni tragikummal – de ebből csak az öröm árad”, illetve máshol Mengelberg karmesterhez intézett levélben: „Ez a legnagyobb, amit idáig csináltam; és tartalmilag, formailag annyira eltérő mindentől, hogy nem is tudom megírni. Képzelje el magának, hogy az egész mindenség elkezd énekelni, zenélni. Ezek már nem is emberi hangok, hanem egymás körül forgó napok és égitestek.”[forrás?]

## Megírásának története
A Mahler feljegyzései szerint agyában, egész lényében állandóan kavarogtak, forrongtak az ideák, amelyek aztán határozottabb formákat öltve, mint vázlatok kerültek papírra, és ezekből alakultak ki szimfóniái. Így keletkezett az Ezrek szimfóniája is. Az ekkor már 7 szimfóniát és több egyéb zeneművet megkomponált Mahler a mű megírása idején valamiféle csodát várt: ami meg is történt. Véletlenül kezébe került Hrabanus Maurus középkori mainzi püspök latin nyelvű Veni Creator Spiritus című pünkösdi himnusza. Mint villámcsapás, úgy hatottak Mahler lelkére a misztikus sorok. A lelkében hordott gondolatok pillanat alatt formába tagozódtak: egy csapásra fölépült, mintegy varázsütésre a magasztos, hatalmas zenei dóm. Ezt követően megtörtént a második csoda: a kolosszális művet Mahler mindössze 3 hét alatt megírta. A fizikailag a lehetetlenséggel határos teljesítményről a zeneszerző ezt írta: „Úgy ment a munka, mintha valaki diktálta volna.”
Amikor készen volt a Veni Creator, a szimfónia első része, Mahler elküldte egy latin nyelvész professzornak, hogy a szövegaláírást ellenőrizze, fedi-e egymást a szöveg és a zenehangsúlyok. A professzor figyelmeztette, hogy csonka szöveget zenésített meg, és csatolta a hiányzó versszakokat. És ekkor megtörtént a harmadik csoda: a zenekari részek dallamára tökéletesen illeszkedtek a verssorok, ráadásul hangulatuk is ugyanaz volt, mint amelyet a zene kifejezett. Mahler a himnusz szövegét meglehetős önkénnyel kezelte. A 3. versszak két utolsó sorát elhagyta, a többit számtalanszor ismételte. Szükséghez képest a szavak sorrendjét megbontotta – sőt, néhol az eredeti szöveg helyett zenéje ritmusának megfelelő szinonim szöveget alkalmazott. Nem tartotta be a versszakok egymás utániságát sem. (Például az első két versszak után a 4. versszak két utolsó sorát tette. Ezt a 2. strófa két sora követte. Ezután ugyanezen strófa első két verssorát zenésítette meg. A másik két sor elmaradt, majd következett a 6. versszak. Ezzel az expozíció lezárult.) A kidolgozási sorrend helyenként nem is strófikusan, hanem soronként keveredik a szöveg. A repríz természetesen az első strófával kezdődik, és strófatöredékekben hozza a himnusz szövegét, majd nagyszerű emelkedéssel visz az utolsó versszak doxológiájára. A fentebbiek világosan kitűnik, hogy szó sincs liturgikus muzsikáról, ahol a szöveg ilyen szabad kezelése szigorúan tilos. Mivel szimfonikus, koncertzenéről lévén szó, Mahler eljárása nem helyteleníthető. 
A mű második részéhez Johann Wolfgang von Goethe Faustjának záró jelenetét használta fel Mahler. A történet szerint Faust szerződésileg eladja magát az ördögnek, ha az kívánságait teljesíti. Az egyezség után Faust hatalmát kivétel nélkül jó és nagyléptékű dolgok megvalósítására használja fel. Amikor meghal, az ördög birtokába akarja venni a lelkét, de az angyalok – tekintettel nemes voltára – elragadják, és a legmagasabb régiókba viszik. Faustról egymásután válnak le bűneinek nyomai, mindaz, ami tökéletlen volt benne. Eljut az örök szeretet honába, ahol a női ideál, a Mater Gloriosa, az Isten Anyja veszi pártfogásába Isten előtt. Faust, mivel hatalmát jóra használta fel, és bűneit megbánta, méltónak találtatik az örök üdvösségre. Az ördög előtt ismeretlen fogalom a szeretet, a bánat,  megbocsátás, és ezeket ki is felejtette a számításából, így Faust nem lehet az övé. Az utolsó jelentben hegyszakadék, erdő, szikla, kietlen magány tárult a hallgatók elé. Szent anakhoréták, bűnbánó remeték lakják a hegyeket a szirtek hasadékaiban, a hegyek lábától a csúcsokig. 
A mű ősbematatóját maga a zeneszerző vezényelte 1910 szeptemberében. Néhány negatív észrevételtől eltekintve a mű a nagyközönségre lesújtó és egyúttal fölemelő hatást gyakorolt. A kritikák elsősorban azt emelték ki, hogy a mű az énekesek nagy szerepe miatt nem igazán tekinthető szimfóniának (inkább kantátának). Mahler ugyanakkor a legtökéletesebb és legszebb hangszernek az emberi gégét tartotta, és úgy érezte, hogy az emberi hangok által létesíthető hanghatások nélkül műve nem volna tökéletes.

## Előadási nehézségek
A művet „Ezrek szimfóniájának” keresztelték el, utalva az előadók számára: 171 hangszeres és 858 (!) énekes előadó, azaz összesen 1029 főt és 1 karmestert igényel a mű. A legkisebb szükséges zenekar 46 fúvóból áll megfelelően erős vonóskísérettel, amelyhez hatféle ütőhangszeren kívül mandolin, legalább két hárfa, zongora, harmónium, és orgona járul. (Mahler azonban mindezt legalább megkétszerezve óhajtotta.) Mindezeken felül nyolc énekszólista, két nagy létszámú vegyeskar, és egy gyermekkar is szükséges az előadáshoz. Tekintve az előadáshoz szükséges sokaság mozgósításának, betanításának, térbeli elhelyezésének, lehetőségét és költségességét, a remekművet meglehetősen ritkán adják elő, szinte csak kivételes alkalmakkor hallható. Napjainkra azonban már több hangfelvétel készült róla, amelyek például a Youtube.com-on ingyenesen elérhetőek (ld. alább).

## Válogatott diszkográfia
- Mimi Coertse, Hilde Zadek, Ira Malaniuk, Lucretia West, Giuseppe Zampieri (tenor, Dctor Marianus), Hermann Prey (bariton, Pater ecstaticus), Otto Edelmann (basszus, Pater profundus); Bécsi Állami Opera Énekkara, Wiener Singverein, Wiener Sängerknaben, Bécsi Filharmonikusok, vezényel: Dimitri Mitropulosz (élő felvétel, Salzburgi Ünnepi Játékok, 1960. augusztus 28.)) Orfeo C519992B (80’50”, 2 CD)
- Martina Arroyo (szoprán I., Magna Peccatrix), Erna Spoorenberg (szoprán II, Mater Gloriosa), Edith Mathis (szoprán III, Una pœnitentium), Hamari Júlia (alt I, Mulier Samaritana), Norma Procter (alt II, Maria Ægyptiaca), Donald Grobe (tenor, Doctor Marianus), Dietrich Fischer-Dieskau (bariton, Pater ecstaticus), Franz Crass (basszus, Pater profundus); Bajor Rádió Énekkara, Északnémet Rádió (NDR) Énekkara, Nyugatnémet Rádió (WDR) Énekkara, Regensburgi Dómkórus fiúkara, Müncheni Motettakórus női kara, Eberhard Kraus (orgona), Bajor Rádió Szimfonikus Zenekara, vezényel: Rafael Kubelík (1970) Deutsche Grammophon 463-7382-2 és Audite 92.551 (74’24”)
- Heather Harper (szoprán I, Magna Peccatrix), Lucia Popp (szoprán II, Una pœnitentium), Arleen Augér (szoprán III, Mater gloriosa), Yvonne Minton (alt I, Mulier Samaritana), Helen Watts (alt II, Maria Ægyptiaca), René Kollo (tenor, Dctor Marianus), John Shirley-Quirk (bariton, Pater ecstaticus), Martti Talvela (basszus, Pater profundus); Bécsi Állami Opera Énekkara, Wiener Singverein, Wiener Sängerknaben, Chicagói Szimfonikus Zenekar, hangversenymester: Ajtay Viktor, Sydney Weiss, vezényel: Solti György (1971) Decca 460 972-2 és 475 7521 (79’48”) [két Grammy-díj (1972) „Az év komolyzenei albuma”, „Legjobb oratórium-előadás”]
- Ileana Cotrubaș (szoprán I, Magna Peccatrix), Heather Harper (szoprán II, Una pœnitentium), Hanneke van Bork (szoprán III, Mater gloriosa), Birgit Finnilä (alt I, Mulier Samaritana), Marianne Dieleman (alt II, Maria Ægyptiaca), William Cochran (tenor, Doctor Marianus), Hermann Prey (bariton, Pater ecstaticus), Hans Sotin (basszus, Pater profondus);  Toonkunstkoor, Amszterdam, De Stem des Volks, Amszterdam, az amszterdami Szent Willibrord- és Szent X. Piusz-templomok fiúkara, Jo Juda (hegedű), Kees de Wijs (orgona), az Amszterdami Concertgebouw Zenekara, vezényel: Bernard Haitink (1971) Philips 473 176-2 (75’45”)
- Cheryl Studer (szoprán I, Una pœnitentium), Sylvia McNair (szoprán II, Magna Peccatrix), Rost Andrea (szoprán III, Mater gloriosa), Anne Sofie von Otter (alt I, MulierSamaritana), Rosemarie Lang (alt II, Maria Ægyptiaca), Peter Seifert (tenor, Dctor Marianus), Sir Bryn Terfel (bariton, Pater ecstaticus), Jan-Hendrik Rootering (basszus, Pater profondus); Berlini Rádió Énekkara, Prágai Filharmónia Énekkara, Tölzi Fiúkórus, Berlini Filharmonikus Zenekar, vezényel: Claudio Abbado (élő felvétel, Berlin, Großer Saal, Berliner Philharmonie, 1994. február 11.) Deutsche Grammophon 445 843-2, 479 3204 és 447 0232 (81’9”)
- Manuela Uhl (szoprán I, Magna Peccatrix), Pasztircsák Polina (szoprán II, Una pœnitentium), Fatma Said (szoprán III, Mater gloriosa), Katrin Wundsam (mezzoszoprán, Mulier Samaritana), Katharina Magiera (alt, Maria Ægyptiaca), Neal Cooper (tenor, Dctor Marianus), Hanno Müller-Brachmann (bariton, Pater ecstaticus), Peter Rose (basszus, Pater profondus); a Städtischer Musikverein zu Düsseldorf Énekkara, Bonni Filharmonikusok Énekkara, Kartäuserkantorei Köln, Düsseldorfi Clara Schumann Ifjúsági Kórus, Düsseldorfi Szimfonikusok, vezényel: Fischer Ádám (2018) Avi Music AVI 8553474 (77’15”)
- Angela Meade (szoprán I, Magna Peccatrix), Erin Wall (szoprán II, Una pœnitentium), Lisette Oropesa (szoprán III, Mater gloriosa), Elizabeth Bishop (alt I, Mulier Samaritana), Mihoko Fujimura (alt II, Maria Ægyptiaca), Anthony Dean Griffey (tenor, Doctor Marianus), Markus Werba (bariton, Pater ecstaticus), John Relyea (basszus, Pater profondus); Westminster Symphonic Choir, The Choral Arts Society of Washington, Amerikai Fiúkórus, Michael Stairs (orgona), Philadelphiai Zenekar, vezényel: Yannick Nézet-Séguin (élő felvétel, Philadelphia, Verizon Hall, Kimmel Center, 2016. március 13.) Deutsche Grammophon 00289 463 7871 (83’19”, 1 CD)

## Hangfelvételek
- 8. szimfónia – Youtube.com, Közzététel: 2012. ápr. 19., Leonard Bernstein vezényletével

## Kották
- Symphony No.8. International Music Score Library Project. (Hozzáférés: 2019. július 16.)